# Fehérarcú álszajkó
A fehérarcú álszajkó (Pterorhinus vassali) a madarak osztályának verébalakúak (Passeriformes) rendjébe és a Leiothrichidae családjába tartozó faj.

## Rendszerezése
A fajt William Robert Ogilvie-Grant skót ornitológus írta le 1906-ban, a Dryonastes nembe Dryonastes vassali néven. Egyes szervezetek a Garrulax nembe sorolják Garrulax vassali néven.

## Előfordulása
Délkelet-Ázsiában, az Indokínai-félszigeten, Kambodzsa, Laosz és Vietnám honos. Természetes élőhelyei a szubtrópusi vagy trópusi síkvidéki és hegyi esőerdők, valamint nedves cserjések. Nem vonuló faj.

## Megjelenése
Testhossza 26,5–28,5 centiméter.

## Természetvédelmi helyzete
Az elterjedési területe ugyan kicsi, de egyedszáma stabil. A Természetvédelmi Világszövetség Vörös listáján nem fenyegetett fajként szerepel.